# ASA (automobile)
Pour les articles homonymes, voir ASA.
ASA ou Autocostruzioni Societa per Azioni est un constructeur automobile italien fondé en 1962 par la famille d'industriels De Nora.

## Histoire
À partir de 1958, un prototype conçu par Giotto Bizzarrini, la Ferrari 854 ou « Ferrarina », est développé dans le but de réaliser une Testa Rossa en plus petite avec un petit moteur. Bien que présentée en 1961, le projet carrossé par Bertone n'est pas retenu par la marque au cheval cabré.

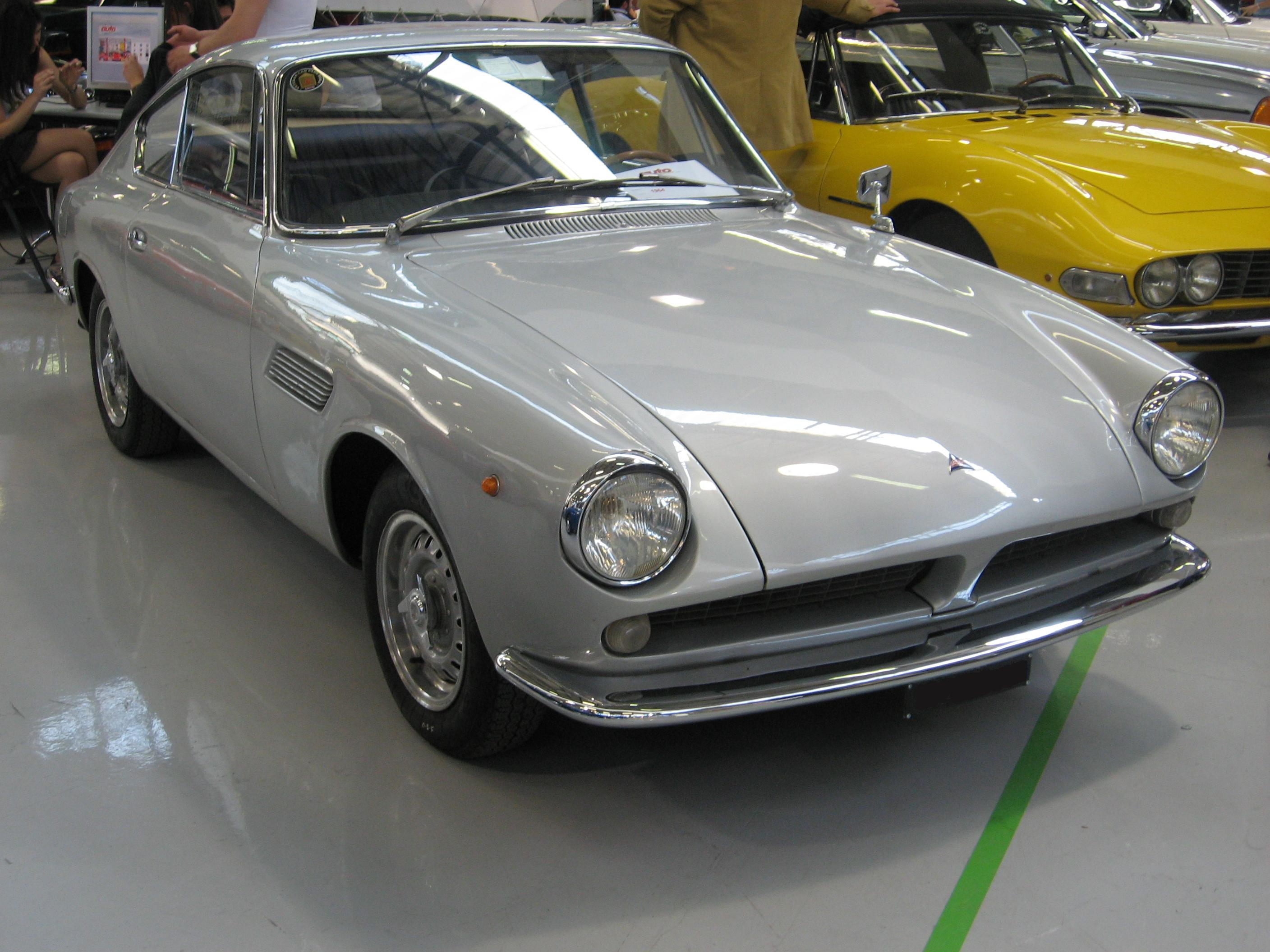
Une ASA 1000-GT

Enzo Ferrari décide alors en 1962 de vendre ce projet à l'industriel Oronzo De Nora qui confie le développement à son propre fils Niccolo. Ce dernier devient le président de la nouvelle société ASA et la voiture prend le nom d'ASA 1000-GT. Avec des performances intéressantes mais un prix élevé, la voiture obtient des succès sportifs en Italie mais n'a pas un grand succès commercial.
Malgré des difficultés financières en 1966, ASA lance un nouveau modèle, un spyder avec des barres anti-roulis, l'ASA RB613. Deux exemplaires participent aux 24 Heures du Mans 1966, un pour le North American Racing Team et un pour l'écurie officielle ASA. Aucune des deux voitures ne termine la course. Cette seconde voiture est un échec qui amène l'arrêt brutal de la production et la fin de la marque dès 1967.